# راجر ماد
راجر ماد (انگلیسی: Roger Mudd ; ۹ فوریهٔ ۱۹۲۸ – ۹ مارس ۲۰۲۱) روزنامه‌نگار، خبرنگار آمریکایی و گوینده اخبار تلویزیون برنامه‌های سی‌بی‌اس نیوز و ان‌بی‌سی نیوز بود. او همچنین مجری اصلی کانال هیستوری بود. پیش از این، ماد علاوه براین آخر هفته‌ها و روزهای هفته گوینده جایگزین خبر عصر سی‌بی‌اس و همچنین مجری برنامه روزهای هفته اخبار شب ان‌بی‌سی و مجری برنامه‌های تلویزیونی دیدار با رسانه‌های تلویزیون ان‌بی‌سی و تلویزیون آمریکن آلماناک بود. ماد در دوران حرفه‌ای خود جایزه پیبادی، جایزه جوان شورنستین به خاطر گزارشگری برجسته‌اش در واشینگتن و همچنین پنج جایزه امی را تصاحب کرد.

## دوران جوانی و فعالیت حرفه‌ای
ماد در واشینگتن، دی.سی. به دنیا آمد. پدرش، جان کوستکا دومنیک ماد، پسر یک کشاورز تنباکو بود و به عنوان نقشه‌بردار در سازمان زمین‌شناسی ایالات متحده آمریکا کار می‌کرد. مادرش، ایرما آیریس هریسون، دختر یک کشاورز و ستوان نیروی پرستاری ارتش ایالات متحده آمریکا و همچنین یک پرستار در بخش فیزیوتراپی در مرکز پزشکی والتر رید نیروی زمینی بود، وی در همین مکان با پدر راجر آشنا شد. راجر در مدارس دولتی واشینگتن، دی.سی. تحصیل کرد و در سال ۱۹۴۵ از دبیرستان ویلسون فارغ‌التحصیل شد.
ماد لیسانس تاریخ خود را از دانشگاه واشینگتن‌ولی دریافت کرد، جایی که یکی از همکلاسی‌های وی نویسنده (تام وولف) بود. او در ۱۹۵۳ استاد هنر در تاریخ دانشگاه کارولینای شمالی در چپل هیل بود ماد عضو برادری بین‌المللی دلتا تاو دلتا بود. وی در ۱۹۶۶ به عنوان عضو او میکروفون دلتا کاپا در دانشگاه‌های واشینگتن ولی آغاز به کار کرد.
ماد کار خبرنگاری را در ریچموند، ویرجینیا آغاز کرد و به عنوان خبرنگار ریچموند نیوز لیدر و ایستگاه رادیویی دابلیو آر ان ال آغاز به کار کرد. در صدر اخبار جهان، وی سپس در بهار ۱۹۵۳ در میز تحریریه به ادامه کار پرداخت و در ۱۵ ژوئن همان سال به با سردبیر تابستان جایگزین شد. وی در صدر اخبار اولین داستان خود را با عنوان ماد در ۱۹ ژوئن ۱۹۵۳ اجرا کرد.
ماد در اخبار ظهر در رادیو دابلیو آر ان ال، روزانه برنامه داشت. ماد همچنین در خاطرات خود به حادثه‌ای در اولین روز حضور خود در دابلیو آر ان ال پرداخته که در آن او پس از دستکاری یک خبر در مورد کاهش سلامتی پاپ پیوس دوازدهم، هنگام اجرای اخبار هواشناسی به صورتی هیستریک در صحنه خندید و آن هنگامی بود که نام پاپ پیوس را به اشتباه «پای پیوس» تلفظ کرد. آنچنانکه که نتوانست جلوی خنده خود را جلوی میکروفون گرفته و ساکت شود تا این که مهندس فنی وارد شد و تصویر را قطع کرد. رادیو دابلیو آر ان ال بعداً ماد را به پخش روزانه خود آورد، و سرتیتر اخبار ویرجینا را ارائه می‌کر د. در پاییز ۱۹۵۴، ماد در دانشگاه حقوق دانشگاه ریچموند ثبت نام کرد اما پس از یک ترم تحصیل را رها کرد.

## اخبار (دابلیو. تی.او. پی)

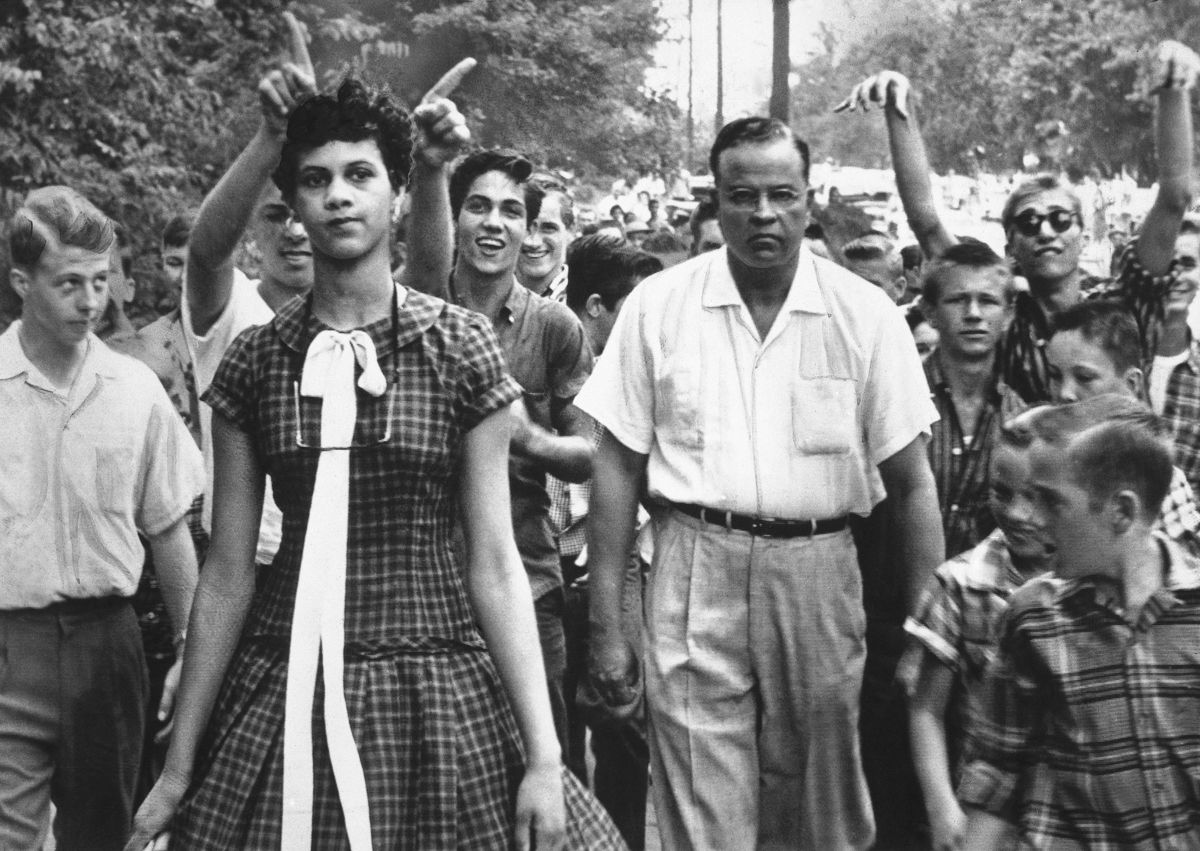
دوروتی کانتس درروز اول مدرسه درمیان جنجال سایردانش آموزان، به مدرسه می‌رود. عکس از داگلاس مارتین، برنده سال ۱۹۵۸ -عکس سال جهانی مطبوعات

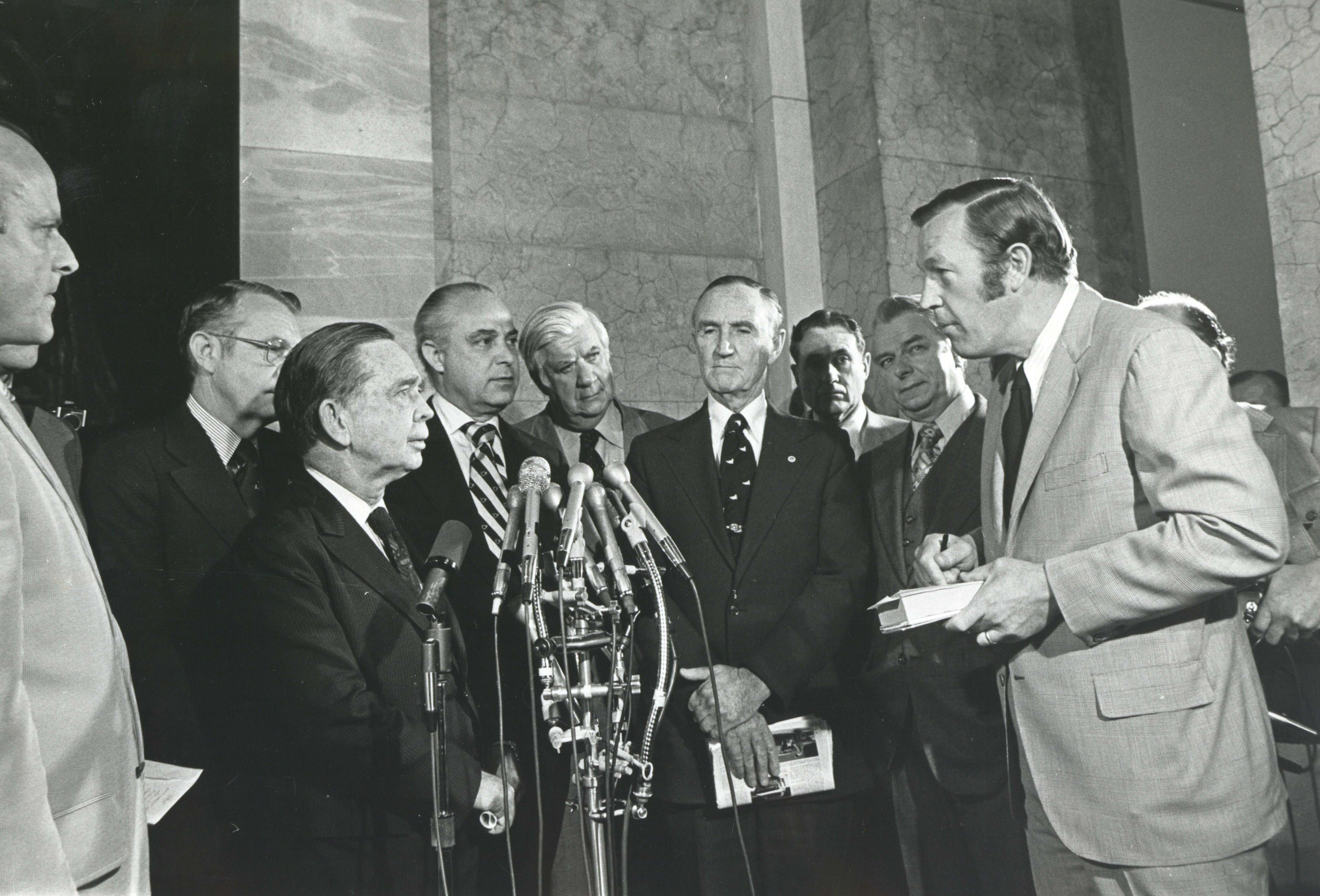
کارل آلبرت، رابرت اشتراوس، توماس پی اونیل، مایک منزفیلد، جان مک فال، رابرت سی. برد و مجری راجر ماد. ۱۹۶۳

در اواخر دهه ۱۹۵۰، ماد به واشینگتن، دی.سی. نقل مکان کرد تا خبرنگار صدر خبرهای جهان (دابلیو. تی.او. پی) در بخش اخبار رادیو و تلویزیون متعلق به واشینگتن پست و نیوزویک شود. گرچه اخبار دابلیو. تی.او. پی یک واحد خبری محلی بود، اما داستان‌های ملی را نیز پوشش می‌داد. در ابتدا ماد خبر ۶ صبح را برای دابلیو تی او پی و بعدها بخش‌های خبری در برنامه تلویزیونی محلی پاتوماک پانوراما برعهده گرفت.
در طول پاییز سال ۱۹۵۶، ماد مجری خبر ۶ صبح اخبار دابلیو تی او پی بود که شامل یک بخش تفسیری هفتگی نیز بود، ماد در تابستان ۱۹۵۷ یک مستند تلویزیونی نیم ساعته تهیه کرد و از ضرورت ایجاد سومین فرودگاه در منطقه متروپولیتن بالتیمور-واشینگتن دفاع کرد.
در سپتامبر همان سال، ماد اولین مصاحبه استودیویی زنده تلویزیونی خود را انجام داد. مصاحبه با دوروتی کانتس، دختر نوجوان سیاه‌پوستی بود که در دبیرستان کاملاً سفیدپوست خود در شهر شارلوت، کارولینای شمالی مورد آزار نژادی قرار گرفته بود. سپس ماد که نفر ثابت اخبار ساعت ۱۱ شب بود، در مارس ۱۹۵۹ توسط اخبار (دابلیو. تی.او. پی) با دن ریچاردز جایگزین شد.

## اخبار سی‌بی‌اس
ساختمان شبکه تلویزیونی و اخبار سی‌بی‌اس در طبقه سوم استودیوی دابلیو. تی.او. پی واقع شده‌است که در تقاطع خیابان‌های ۴۰ام و برندی‌واین در شمال غربی واشینگتن قرار دارد، ماد در این زمان به سرعت مورد توجه شبکه تلویزیونی سی‌بی‌اس و سی‌بی‌اس نیوز قرار گرفت و در ۳۱ مه ۱۹۶۱ به طبقه پایین ساختمان استودیوی دابلیو تی او پی منتقل شد و به دفتر واشینگتن سی‌بی‌اس پیوست. ماد در عمده دوران فعالیت خود در سی‌بی‌اس خبرنگار کنگره بود. ماد همچنین مجری روز شنبه اخبار غروب سی‌بی‌اس بود و هنگامی که داگلاس ادواردز و والتر کرونکیت در تعطیلات یا مشغول کارهای خاص بودند، اغلب در پخش هفته و هفته جایگزین آنها می‌شد. در طول جنبش حقوق مدنی و منجمله در اخبار۲۸ اوت ۱۹۶۳ ماد از راهپیمایی واشینگتن برای مشاغل و آزادی برای سی‌بی‌اس گزارش تهیه کرد.
در ۱۳ نوامبر ۱۹۶۳شبکه تلویزیونی سی.بی. اس مستند تاریخچه شایعات را پخش کرد، که در آن ماد با جیمز آت نماینده جمهوریخواه سانتا آنا، کالیفرنیا به خاطر شایعه‌ای که وی در مورد آفریقایی‌هایی که گویا با اتحادیه آمریکا کار می‌کردند دامن زده بود مصاحبه کرد.
در اواخر ماه مارس ۱۹۶۴ ماد به دلیل پوشش دادن دوماهه به قانون حقوق مدنی ۱۹۶۴ در سطح ملی شناخته شد.
ماد همچنین فعالیت‌های سیاسی متعددی را تحت پوشش خبرنگاری خود قرار داد. وی به همراه رابرت تراوت روزنامه‌نگار سی‌بی‌اس در کنوانسیون ملی دموکراتیک در اوت ۱۹۶۴ غرفه‌ای دائر کردند و به‌طور موقت جایگزین والتر کرونکیت شدند، ماد به مبارزات انتخاباتی ریاست جمهوری سناتور ایالات متحده رابرت اف کندی در سال ۱۹۶۸پوشش داد و تنها چند دقیقه قبل از ترور کندی در ۵ ژوئن ۱۹۶۸با وی در هتل سفیر لس آنجلس مصاحبه کرد.
ماد در ۱۹۷۱ مجری مستند اصلی فروش پنتاگون بود. او به دلیل گزارشی که در مورد تیراندازی به فرماندار آلاباما جرج والاس در ۱۹۷۲و همچنین گزارشی که از استعفای معاون رئیس‌جمهور اسپیرو اگنیو در ۱۹۷۳ تهیه کرد موفق به دریافت جایزه شد. ماد علاوه بر این در ۱۹۸۱ به خاطر تهیه ویژه برنامه‌های سی‌بی‌اس در مورد رسوایی واترگیت برنده جایزه امی شد. وی کاندیدای جانشینی والتر کرونکایت به عنوان مجری برنامه اخبار غروب سی‌بی‌اس نیوز بود. با وجود حمایت قابل توجهی که از ماد در سی‌بی‌اس نیوز از آن برخوردار بود اما در برابر موضوع جایگزیی وی با دن رادر هنگامی که مدیریت سی‌بی‌اس را تهدید کرد به ای‌بی‌سی نیوز می‌رود، دن رادر جایگزین وی شد.

### مصاحبه با تد کندی
ماد در رقابت‌های انتخاباتی ریاست جمهوری ایالات متحده آمریکا در ۱۹۸۰ اغلب با نامزدهای انتخاباتی مصاحبه‌هایی انجام می‌داد که در ویژه گزارش‌های سی.بی. اس پخش شد. او در ۴ نوامبر ۱۹۷۹ مصاحبه ای با تد کندی، درست سه روز قبل از آنکه کندی، جیمی کارتر را برای نامزدی ریاست جمهوری حزب دموکرات به چالش بکشد از تلویزیون پخش شد، ماد علاوه بر سوالاتی که از کندی کرد در مورد حادثه چاپاپوکی که در آن کندی در حین رانندگی در جزیره چاپاپوکی تصادفی کرد و منجر به قتل «مری جو کوپچنی» شد، پرسید و سناتور را مورد پرسش قرارداد که چرا می‌خواهی رئیس‌جمهور شوی؟ پاسخ لکنت آور کندی را «ناسازگار و تکراری» «مبهم، ناآماده» توصیف کردند که باعث ایجاد سوالات جدی در مورد انگیزه او برای ریاست جمهوری شد، و آغاز کاهش شدید تعداد نظرسنجی‌های کندی شد.کارتر کندی را برای کسب دومین دوره ریاست جمهوری شکست داد. اگرچه خانواده کندی از مصاحبه بیشتر با ماد خودداری کردند، اما این مصاحبه به تقویت اعتبار ماد به عنوان روزنامه‌نگاری سیاسی پیشرو کمک کرد.
هیو هیویت یک مدیر وبلاگ نویس و مایکل گرسون ستون نویس واشینگتن پست، اصطلاح «لحظه راجر ماد» را برای توصیف برخورد فاجعه بار مطبوعات در ارتباط با یک نامزد انتخابات ریاست جمهوری به کار برده‌اند.

## اخبار ان‌بی‌سی

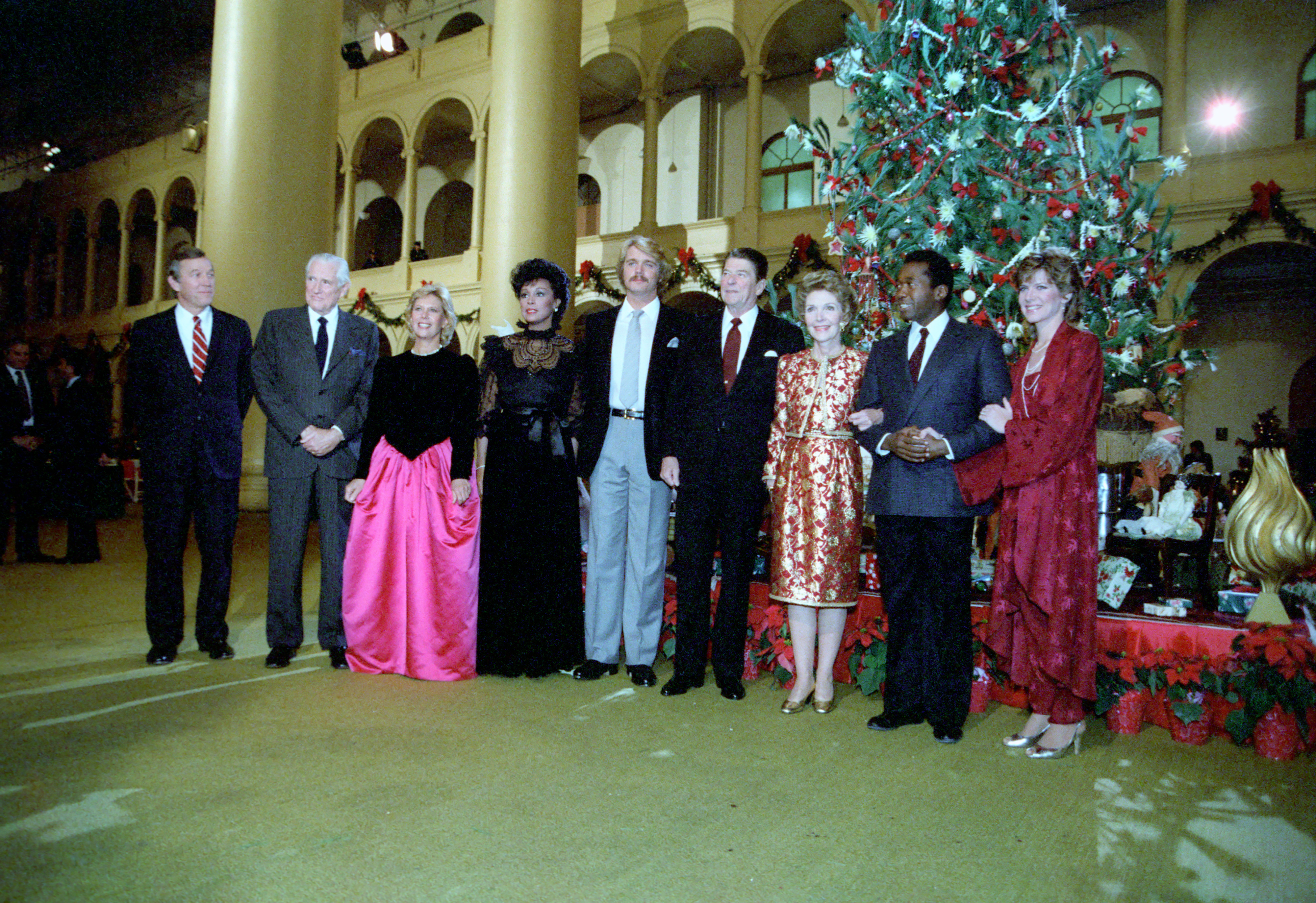
رئیس‌جمهور آمریکا، رونالد ریگان و بانوی اول نانسی ریگان با یک گروه در پخش برنامه ویژه کریسمس در واشینگتن توسط ان‌بی‌سی در ساختمان بازنشستگی در واشینگتن، دی.سی. از چپ به راست: مجری خبر ان‌بی‌سی راجر ماد، گزارشگر اخبار سی‌بی‌اس اریک سی و رید، بازیگر دبی بون، بازیگر داین کارول، بازیگر و موسیقیدان جان اشنایدر، رئیس‌جمهور رونالد ریگان، بانوی اول نانسی ریگان، بازیگر بن ورین، و سرگرم‌کننده داینا شور.

در ۱۹۸۰، ماد و دن رادر برای جایگزینی با والتر کرونکیت به عنوان مجری هفته برنامه غروب سی‌بی‌اس در رقابت بودند. پس از آنکه سی‌بی‌اس این شغل را به رادر اعطا کرد، ماد تصمیم به ترک سی‌بی‌اس نیوز گرفت و پیشنهاد پیوستن به ان‌بی‌سی نیوز را پذیرفت. او از آوریل ۱۹۸۲ تا سپتامبر ۱۹۸۳، زمانی که تام بروکا جایگزین وی سد، با برنامه شب ان‌بی‌ای همکاری می‌کرد.
از ۱۹۸۴تا ۱۹۸۵، ماد با ماروین کالب مجری برنامه دیدار با مطبوعات ان‌بی‌سی بود و بعداً به عنوان مجری این برنامه با کانی چونگ در دو مجله خبری ان‌بی‌سی، الماناک آمریکایی تا ۱۹۸۶ فعالیت داشت.

## پی‌بی‌اس و کانال هیستوری
ماد از سال ۱۹۸۷تا ۱۹۹۳همراه با مک نیل-لارر نیوشر مقاله‌نویس و خبرنگار سیاسی درشبکه ساعت خبری پی‌بی‌اس بود. او از سال ۱۹۹۳ تا ۱۹۹۶ استاد مدعو در دانشگاه پرینستون و دانشگاه واشینگتن و لی بود. ماد همچنین برای بیش از ده سال مجری اصلی کانال هیستوری بود، کانالی که همچنان برنامه‌های اور را پخش می‌کند. ماد در سال ۲۰۰۴ از پخش تمام وقت بازنشسته شد و تا زمان مرگش درگیر تولیدات مستندهای کانال هیستوری بود.